# 환경주의
환경주의(環境主義, Environmentalism)는 환경보호 및 환경후생 증진을 위해 노력하는 모든 철학, 이념, 사회운동을 망라하는 포괄적 표현이다. 환경주의는 자연환경의 보존, 복구, 복원을 옹호하며, 공해 규제 운동이나 동식물 다양성 보호 활동에 매진할 수도 있다. 토지윤리학, 환경윤리학, 생물 다양성, 생태학, 바이오필리아 등이 주요 담론이다.
환경주의는 자연 환경과 중요한 지구 시스템 요소 또는 기후와 같은 과정의 보존, 복원 및 개선을 옹호하며 오염을 통제하거나 식물과 동물의 다양성을 보호하려는 운동이라고 할 수 있다. 이러한 이유로 토지윤리, 환경윤리, 생물다양성, 생태학, 바이오애호가설 등의 개념이 지배적으로 등장한다.
근본적으로 환경주의는 인간과 인간이 의존하는 다양한 자연 시스템 사이의 관계에서 균형을 유지하여 모든 구성 요소에 적절한 지속 가능성을 부여하려는 시도이다. 이 균형의 정확한 측정과 결과는 논란의 여지가 있으며 환경 문제를 실제로 표현하는 방법은 다양하다. 환경주의와 환경에 대한 관심은 흔히 녹색으로 표현되지만, 마케팅 업계에서는 이러한 연관성을 그린워싱(greenwashing)이라는 전술로 활용해 왔다.
환경주의는 일부 환경론자들이 주장하는 것보다 지구가 덜 취약하다고 말하고, 환경주의가 기후 변화에 대한 인간의 기여에 과잉 반응하거나 인간 발전에 반대하는 것으로 묘사하는 반환경주의에 반대한다.

## 역사
환경 보호에 대한 관심은 역사 전반에 걸쳐 세계 각지에서 다양한 형태로 반복되어 왔다. 환경 보호주의에 대한 최초의 사상은 기원전 6세기 마하비라에 의해 부활된 고대 인도의 종교인 자이나교에서 찾을 수 있다. 자이나교는 환경 보호를 위한 강력한 생태적 정신을 형성할 수 있는 비폭력에 의한 생명 보호와 같은 환경 운동과 관련된 핵심 가치와 여러 면에서 양립할 수 있는 관점을 제공한다. 흙, 물, 공기, 불, 공간의 다섯 가지 요소뿐만 아니라 모든 생명체 간의 공생에 대한 마하비라의 가르침은 오늘날 환경 사상의 핵심이다.
중동에서는 서기 630년대 칼리프 아부 바크르(Abu Bakr)가 자신의 군대에게 "나무에 해를 끼치지 말고 불로 태우지도 말라", "적의 양떼를 죽이지 말고 음식을 제외하라"고 명령했다. 9세기부터 13세기까지 다양한 아랍 의학 논문에서는 환경주의와 오염 문제를 포함한 환경과학을 다루었다. 대기 오염, 수질 오염, 토양 오염 및 도시 고형 폐기물의 잘못된 취급과 같은 오염과 관련된 다양한 주제를 다루었다. 또한 특정 지역의 환경 영향에 대한 평가도 포함되었다.
유럽에서는 영국의 에드워드 1세가 1272년 런던에서 석탄 연기가 도시 전역에 만연한 골칫거리가 되자 이를 포고하여 "해탄"의 소각과 판매를 금지했다. 지역적으로 목재가 부족하여 런던에서 흔히 볼 수 있는 이 연료는 일부 해안에서 수레로 운반되어 발견될 수 있었기 때문에 이러한 초기 이름이 붙여졌다.

## 같이 보기
- 기후운동
- 보전운동
- 생태근대주의
- Ecosia
- 환경계획
- 환경, 사회, 기업 지배구조
- 환경 연구
- 환경기술
- 녹화 (조원술)
- 그린 빌딩
- 인간이 환경에 미치는 영향
- 자연보전
- 지속 가능성